# Filip Wichman
Filip Wichman (født 30. januar 1994) er en polsk fodboldspiller.